# Chytridiopsida
Chytridiopsida är en ordning av svampar. Chytridiopsida ingår i klassen Microsporea, divisionen Microspora och riket svampar.
|                | Microsporida                                                      |
|                |                                                                   |
| Chytridiopsida | \| \| Chytridiopsidae \| \| \| \| \| \| Buxtehudiidae \| \| \| \| |
|                | \| \| Chytridiopsidae \| \| \| \| \| \| Buxtehudiidae \| \| \| \| |
|                | Chytridiopsidae                                                   |
|                |                                                                   |
|                | Buxtehudiidae                                                     |
|                |                                                                   |

|  | Chytridiopsidae |
|  |                 |
|  | Buxtehudiidae   |
|  |                 |